# 中美鶇
中美鶇（學名：Turdus rufitorques）是鶇屬下的一種鳥類。原產於特萬特佩克地峽以南的中美洲地區。與旅鶇有密切的親緣關係。其種群數量正在下降，然而並不符合IUCN紅色名錄的受威脅標準，因而依舊是無危物種。